# Campeonato nacional de Estados Unidos 1937
Lista de los campeones del Campeonato nacional de Estados Unidos de 1937:

## Senior

### Individuales masculinos
Don Budge vence a  Gottfried von Cramm, 6–1, 7–9, 6–1, 3–6, 6–1

### Individuales femeninos
Anita Lizana vence a  Jadwiga Jędrzejowska, 6–4, 6–2

### Dobles masculinos
Gottfried von Cramm /  Henner Henkel vencen a  Don Budge /  Gene Mako, 6–4, 7–5, 6–4

### Dobles femeninos
Sarah Palfrey Cooke /  Alice Marble vencen a  Marjorie Gladman Van Ryn /  Carolin Babcock, 7–5, 6–4

### Dobles mixto
Sarah Palfrey Cooke /  Don Budge vencen a  Sylvie Jung Henrotin /  Yvon Petra, 6–2, 8–10, 6–0
| Predecesor: 1936                         | Campeonato nacional de Estados Unidos 1937 | Sucesor: 1938                         |
| Predecesor: Campeonato de Wimbledon 1937 | Grand Slam 1937                            | Sucesor: Campeonato de Australia 1938 |

- Datos: Q2410660